# Alyn McCauley
Alyn Daniel McCauley (* 29. Mai 1977 in Brockville, Ontario) ist ein ehemaliger kanadischer Eishockeyspieler und -trainer sowie derzeitiger -scout, der im Verlauf seiner aktiven Karriere zwischen 1993 und 2007 unter anderem 540 Spiele für die Toronto Maple Leafs, San Jose Sharks und Los Angeles Kings in der National Hockey League auf der Position des Centers bestritten hat. McCauley feierte insbesondere im Juniorenbereich zahlreiche Erfolge, darunter der zweifache Gewinn der Junioren-Weltmeisterschaft in den Jahren 1996 und 1997 mit der kanadischen U20-Nationalmannschaft. Seit Sommer 2017 ist er als Scout für die Philadelphia Flyers in der NHL tätig.

## Karriere
Alyn McCauley begann seine Karriere 1993 in der kanadischen Juniorenliga Ontario Hockey League bei den Ottawa 67’s. Nach zwei Jahren, in denen er ansatzweise sein Können zeigte, wurde er im NHL Entry Draft 1995 von den New Jersey Devils in der vierten Runde an Position 79 ausgewählt. Erst danach entwickelte er sich in der OHL zu einem Topspieler. In der Saison 1995/96 erzielte er für Ottawa 82 Punkte in 55 Spielen und im Jahr darauf 56 Toren und 56 Assists, weshalb er in beiden Saisons zum Most Valuable Player der OHL ausgezeichnet. Eine noch größere Ehre erhielt er 1997 vom Dachverband der drei wichtigsten kanadischen Juniorenligen Canadian Hockey League, der ihn zum besten Spieler des Jahres auszeichnete. In seiner Zeit in Ottawa spielte er auch 1996 und 1997 für die U20-Auswahl des Team Canada bei der Junioren-WM und gewann beides Mal die Goldmedaille.
Im Sommer 1997 wechselte er zu den Profis in die National Hockey League, allerdings nicht zu den New Jersey Devils, den die hatten die Rechte an ihm in einem Transfergeschäft zu Beginn des Jahres an die Toronto Maple Leafs abgegeben. In Toronto durfte er sofort in der NHL aufs Eis. Da er sich mehr auf die Defensive konzentrieren musste, konnte er nur sechs Tore und zehn Assists erreichen. In der Saison 1998/99 konnte er sich steigern und erzielte 24 Punkte in 39 Spielen. Allerdings zog er sich mehrere Verletzungen zu und eine schwere Gehirnerschütterung, die er sich ausgerechnet in einem Spiel gegen die New Jersey Devils zugezogen hatte, setzte ihn nicht nur für lange Zeit außer Gefecht, sondern auch die Fortsetzung seiner Karriere war gefährdet.
1999/2000 spielte er 45 Mal für Toronto, aber sein Spiel hatte sich verschlechtert, was auf die schwere Kopfverletzung zurückzuführen war. Er versuchte sich in der Sommerpause 2000 ausreichend zu erholen und fühlte sich wieder körperlich stark genug für die NHL, aber zu Saisonbeginn der Spielzeit 2000/01 fand er sich nur im Farmteam in der American Hockey League wieder. 2001/02 kehrte er in die NHL zurück und stach in den Playoffs heraus, als er in 20 Spielen 15 Punkte erzielte und das Team bis ins Finale der Eastern Conference vordrang.
Während der Saison 2002/03 wurde er zu den San Jose Sharks transferiert. 2003/04 hatte er seine beste Saison, als er 20 Tore und 27 Assists erreichte. Außerdem trug er für zehn Spiele das „C“ als Mannschaftskapitän der Sharks. Während des Lockout und dem Ausfall der NHL-Saison 2004/05 studierte McCauley für ein Jahr an der Athabasca University, kehrte danach aber zu den San Jose Sharks zurück, ehe er das Team als unrestricted Free Agent verließ.
Im Sommer 2006 unterschrieb er einen Vertrag bei den Los Angeles Kings. Aufgrund von Verletzungen kam er nur zu zehn Einsätzen in der Saison 2006/07 und sein Vertrag wurde im Sommer 2007 nicht verlängert. McCauley gab bekannt, dass er erst spät während der Saison 2007/08 wieder aufs Eis zurückkehren werde, weil er seine Verletzung vollständig auskurieren wollte. Als er im Sommer 2008 weiterhin nicht in der Lage war in den aktiven Eishockeysport zurückzukehren, schloss er sich der Eishockeymannschaft der Queen’s University als Assistenztrainer an. Alyn McCauley hatte es als professioneller Eishockeyspieler nicht geschafft an seine Leistungen aus der Zeit bei den Junioren heranzureichen, als er mehrere Auszeichnungen erhielt. Allerdings hat er sich als guter Zwei-Wege-Stürmer, der neben Offensivaktionen auch viel in der Defensive arbeitet, etabliert und erhielt 2004 eine Nominierung für die Frank J. Selke Trophy für den besten Defensivstürmer der NHL.
Seit der Saison 2009/10 ist er als Scout tätig. Zunächst für sechs Jahre bis zum Sommer 2015 für sein Ex-Team Los Angeles Kings und seit 2017 für deren Ligakonkurrenten Philadelphia Flyers.

## Erfolge und Auszeichnungen
| - 1993 Jack Ferguson Award - 1996 Red Tilson Trophy - 1996 OHL First All-Star Team - 1997 Red Tilson Trophy | - 1997 OHL First All-Star Team - 1997 CHL Player of the Year - 1997 CHL First All-Star Team - 1997 William Hanley Trophy |

### International
- 1996 Goldmedaille bei der Junioren-Weltmeisterschaft
- 1997 Goldmedaille bei der Junioren-Weltmeisterschaft

## Karrierestatistik

### International
Vertrat Kanada bei:
- Junioren-Weltmeisterschaft 1996
- Junioren-Weltmeisterschaft 1997

(Legende zur Spielerstatistik: Sp oder GP = absolvierte Spiele; T oder G = erzielte Tore; V oder A = erzielte Assists; Pkt oder Pts = erzielte Scorerpunkte; SM oder PIM = erhaltene Strafminuten; +/− = Plus/Minus-Bilanz; PP = erzielte Überzahltore; SH = erzielte Unterzahltore; GW = erzielte Siegtore; 1 Play-downs/Relegation; Kursiv: Statistik nicht vollständig)